# 第275步兵師 (德國國防軍)
德國國防軍陸軍第275步兵師（德語：275. Infanterie-Division）是納粹德國國防軍陸軍的一個步兵師。該師於1943年11月組建。
該師組建後，一直在西線作戰。
該師在許特根森林戰役期間遭受重創，並於1944年11月解散。該師於1945年3月重建，並調往東線作戰。
該師最後於1945年4月在哈爾伯口袋被圍殲。

## 註腳
1. ↑  Mitcham（2007年）